# Antonio Bayés de Luna
Antonio Bayés de Luna (Vic, 1936) es un médico, cardiólogo y catedrático universitario español de Cardiología en la Autónoma de Barcelona (UAB), donde en la actualidad (2015) es profesor emérito. Es, además, investigador en el Centro de Investigación Cardiovascular del CSIC-ICCC.

## Biografía
Es bisnieto de Joaquim Vayreda i Vila, y también del doctor Antoni Bayés i Fuster, estudió cardiología en la  Universidad de Barcelona donde se licenció con Premio Extraordinario así como en el 'Institute of Cardiology and Hammersmith Hospital' de Londres. Ha sido profesor desde 1971, y accedió a la cátedra en la UAB en 1990. Ha sido presidente de la Federación Mundial de Cardiología y fundador del Día Mundial del Corazón. Ha dirigido el Instituto Catalán de Cardiología del Hospital de la Santa Cruz y San Pablo de Barcelona y el servicio de cardiología del hospital Quirón.
Es autor de más de un centenar de artículos y varios libros relacionados con su especialidad médica y está considerado por la comunidad científica internacional como un «maestro de la cardiología» Ha sido presidente de las sociedades catalana, española y mundial de cardiología. Además es doctor honoris causa por la Universidad de Lisboa y por la Academia de Ciencias de Hungría y es miembro de más de una veintena de sociedades científicas de todo el mundo. En 2003 recibió de la Generalidad de Cataluña el Premio Creu de Sant Jordi; el mismo año fue galardonado con el Premio Rey Jaime I de Medicina Clínica que otorga la Generalidad Valenciana donde el jurado destacó sus «trabajos en electrofisiología [y arritmias] cardíacas», así como sus aportaciones sobre «la regeneración cardíaca después de trasplante del corazón, incluyendo el descubrimiento de células madre con las características mixtas del huésped y del donador».
Muy vinculado a la localidad de Tona, donde pasaba de niño los veranos en el balneario de su familia (balneario Ullastres), el municipio le concedió en 2011, junto con su hermana, la ilustradora Pilarín Bayés, el título de 'Hijo Adoptivo'.